# Ichneumon hospitus
Ichneumon hospitus är en stekelart som beskrevs av Cresson 1867. Ichneumon hospitus ingår i släktet Ichneumon och familjen brokparasitsteklar. Inga underarter finns listade i Catalogue of Life.